# Phymatostetha laosensis
Phymatostetha laosensis är en insektsart som beskrevs av Victor Lallemand 1951. Phymatostetha laosensis ingår i släktet Phymatostetha och familjen spottstritar. Inga underarter finns listade i Catalogue of Life.